# Cerithiopsis jeffreysi
Cerithiopsis jeffreysi là một loài ốc biển, động vật chân bụng trong họ Cerithiopsidae, được tìm thấy ở Biển Caribe và các đại dương thuộc châu Âu. Nó được Watson mô tả năm 1885.

## Hình ảnh

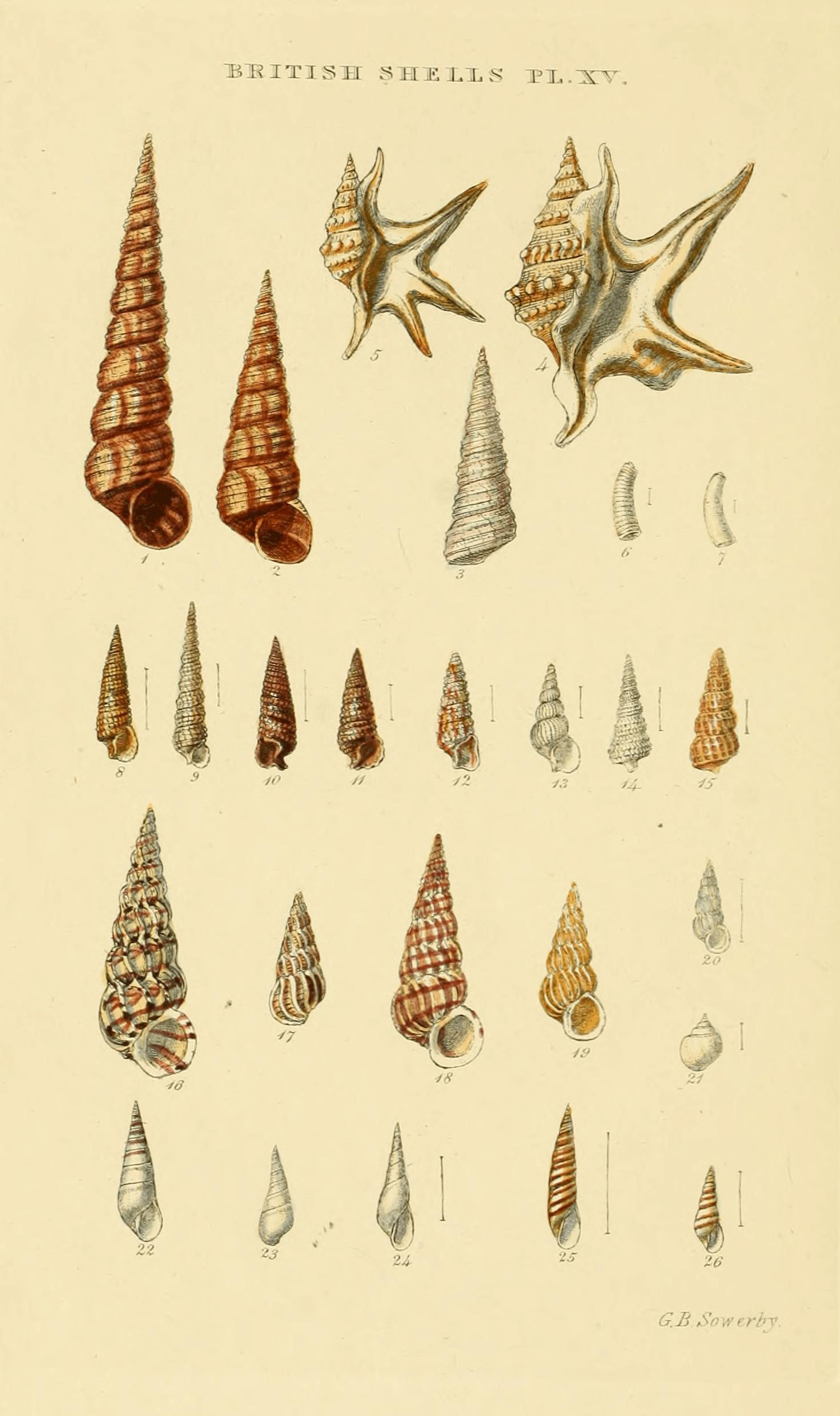